# Puputan

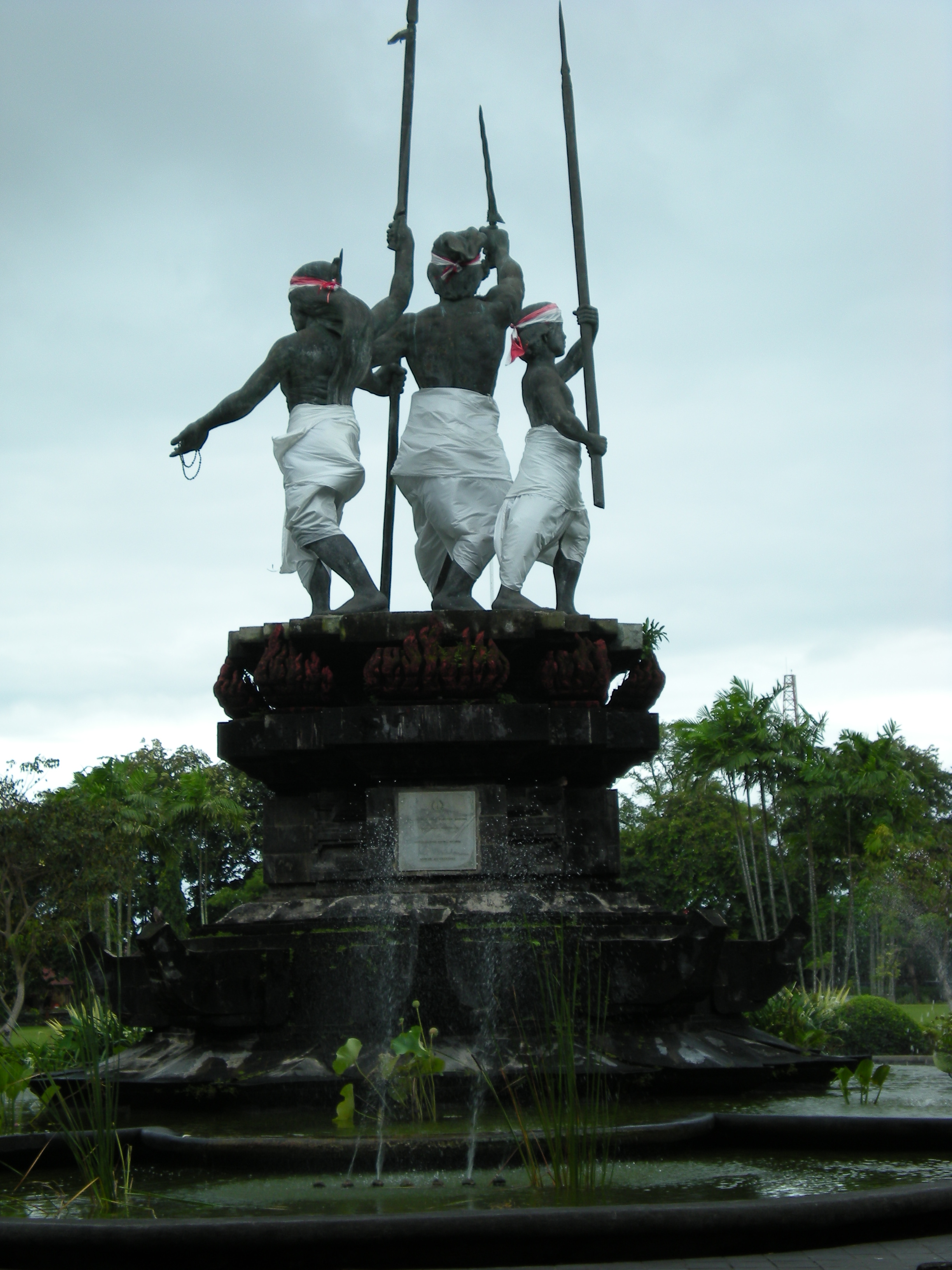
Monument al Puputan de 1906, a Taman Puputan, Denpasar, Bali.

Puputan és un terme balinès que fa referència a un suïcidi ritual massiu dut a terme per no haver-se d'enfrontar a la humiliació de la rendició. Alguns dels puputan més notables de la història de Bali són els que van tenir lloc els anys 1906 i 1908, quan els balinesos estaven sent subjugats pels holandesos.

## Puputan de 1849
L'expedició naval holandesa que va desembarcar a Buleleng l'any 1849 fou part d'una de les intervencions més rellevants de l'Exèrcit neerlandès a Bali. Estava composta de 100 vaixells, 3000 mariners i 5000 soldats ben entrenats. Havent desembarcat, els holandesos van marxar cap a Singaraja, trobant-se amb la resistència balinesa a Jagaraga. Quan els balinesos van veure que la seva situació era desesperada, van cometre el primer puputan dels quals els holandesos serien testimonis en els seus conflictes amb Bali. En aquesta trobada, els holandesos van perdre 34 homes, i els balinesos milers, entre ells l'esposa de Jelantik, que formava part del puputan mencionat. I Gusti Ketut Jelantik i el governant de Buleleng van aconseguir escapar a Karangasem, aliat balinès.

Els holandesos, reticents a seguir-los per terra, van tornar als seus vaixells i van navegar cap al sud de Bali, desembarcant aquest cop a Padang Bai per atacar Klungkung. Els holandesos van aconseguir establir una aliança amb Lombok contra Karangasem, que era un vell enemic seu. Les tropes de Lombok van ser enviades a bord de vaixells holandesos i van emboscar als líders de Buleleng. En aquesta batalla van ser assassinats Jelantik i el Raja de Buleleng. El governant de Karangasem es va suïcidar per puputan.

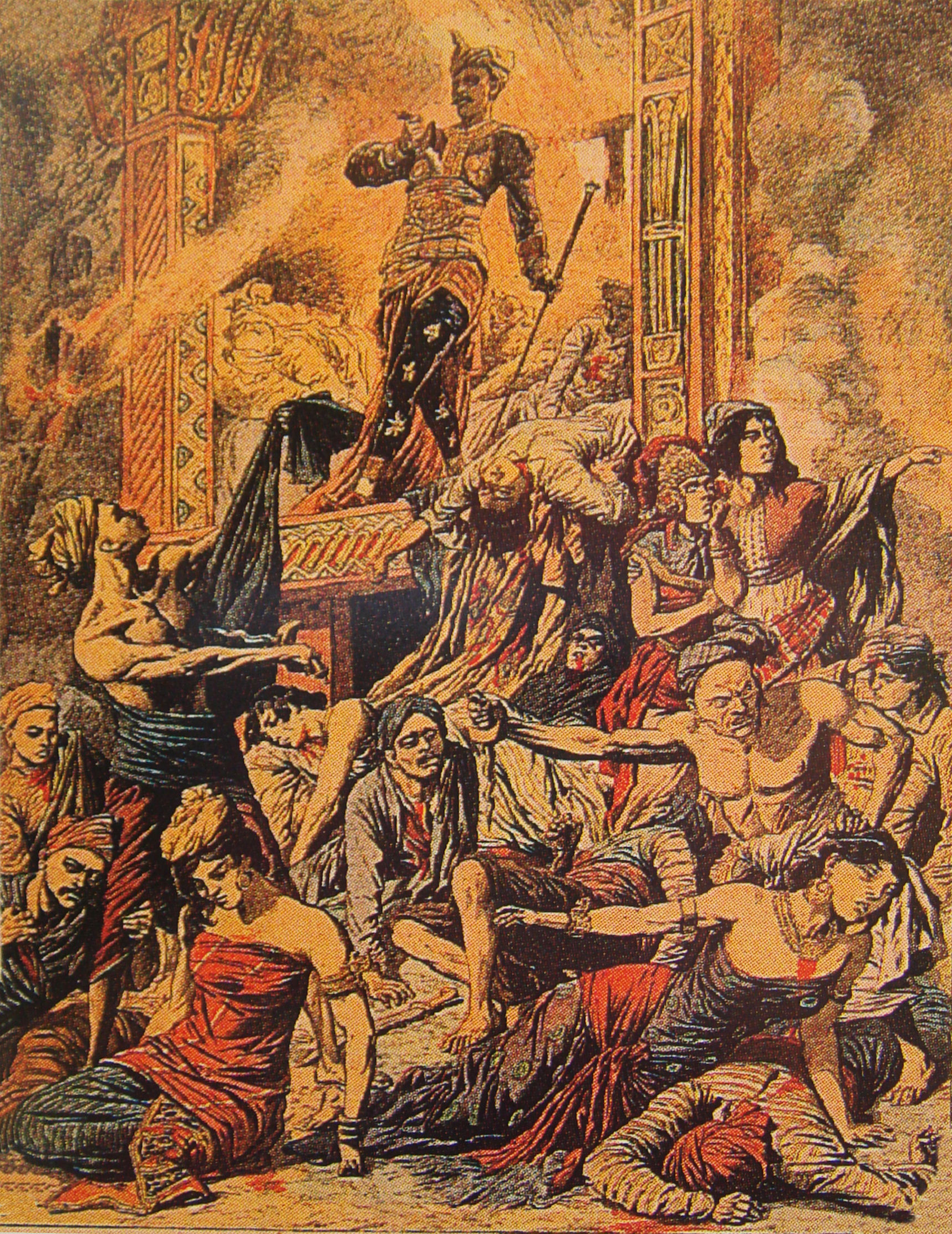
El Raja de Buleleng suïcidant-se amb 400 seguidors, en un puputan contra els holandesos l'any 1849.Le Petit Journal, 1849.

## Puputan de Badung (1906)

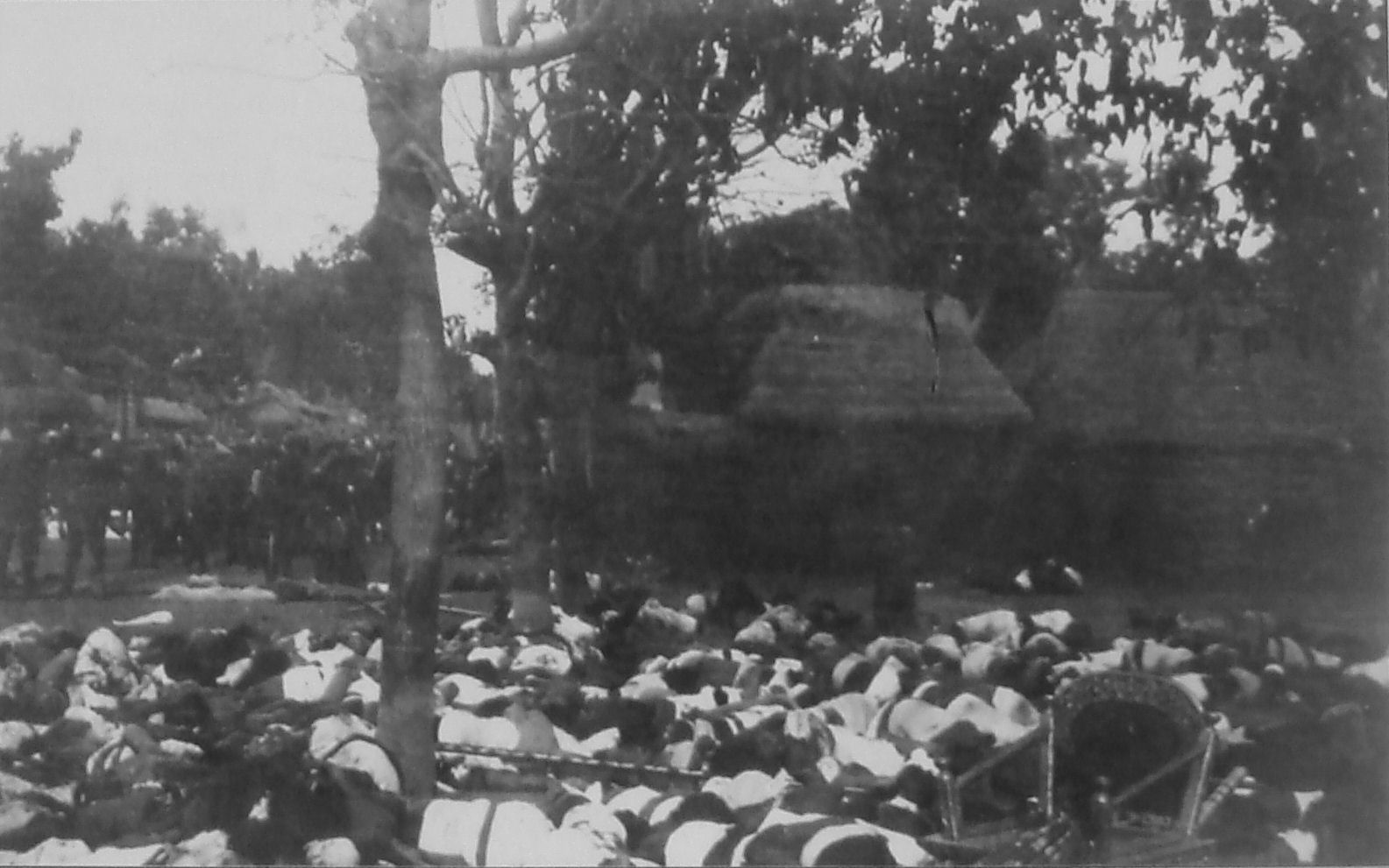
Puputan de Badung l'any 1906

El 14 de setembre de 1906, una part substancial de l'Exèrcit Reial neerlandès de les Índies Orientals, l'anomenada Sisena Expedició Militar, comandada pel General de Divisió M. B. Rost van Tonningen, va desembarcar a la part nord de la platja de Sanur. Els soldats de Badung van atacar el campament dels holandesos a Sanur el 15 de setembre. També va haver-hi actes de resistència al poble d'Intaran.

### Kesiman
En qualsevol cas, l'ofensiva se les va enginyar per penetrar a l'interior de l'illa sense gaire resistència i, el 20 de setembre de 1906, els soldats arribaren a la ciutat de Kesiman. Allà, el rei local, un vassall del rei de Badung, ja havia estat assassinat pel seu propi sacerdot, a causa de la seva negativa a dirigir una resistència armada contra els holandesos. El palau estava en flames i la ciutat havia estat desertada.

### Denpasar
L'expedició va marxar en direcció a Denpasar. En ser a prop del palau reial, van veure fum sortint del puri i a la vegada que escoltaven tambors en cadència salvatge a l'interior dels murs del palau.
En arribar els soldats, va sorgir una silenciosa processó de l'interior del palau, encapçalada pel Raja, que anava sobre un palanquí a espatlles de quatre portadors. El Raja portava posats vestits blancs tradicionals de cremació, lluïa joies magnífiques, i sostenia un kris cerimonial. Entre les altres persones de la processó hi figuraven els oficials, guàrdies, sacerdots, esposes, fills i servents del Raja, tots vestits de la mateixa manera. Habían rebut els ritus de la mort, anaven vestits de blanc, i havien fet beneir llurs kris.
Quan la processó estava a cent passos de les forces holandeses, es van aturar. El Raja va baixar del palanquí i va assenyalar a un sacerdot, que va clavar la seva daga al pit del Raja. La resta de la processó va començar a suïcidar-se i matar-se els uls uns als altres altres. Les dones, fent burla, llençaven joies i monedes d'or a les tropes.
Finalment, 'una bala perduda' i 'un atac amb llança' van provocar que els holandesos obrissin foc amb rifles i artilleria. A mesura que anava sortint més gent del palau, anaven creixent les piles de cadàvers. Hi havia centenars a la processó i es diu que en total van ser més de 1.000 persones massacrades entre el puputan i els trets dels holandesos.
Relats alternatius descriuen que els holandesos van obrir foc contra la processó balinesa quan aquesta sortia per la porta del palau, només equipada amb kris, llances i escuts tradicionals, i que els supervivents es van suïcidar, o van ser assassinats pels seus seguidors segons els dictats del puputan.
Els soldats van agafar els objectes de valor dels cadàvers i van saquejar les ruïnes del palau incendiat. El palau de Denpasar va ser totalment destruït.
Aquella mateixa tarda, esdeveniments similars van ocórrer en el proper palau de Pemecutan, on residia el virrei Gusti Gede Ngurah. Els holandesos van deixar que la noblesa de Pemecutan es suïcidés i van procedir al saqueig.
La massacre és recordada localment com El puputan de Badung, glorificant-la com un exemple de resistència a l'agressió estrangera. A la plaça central de Denpasar, es va erigir un monument de bronze on s'aixecava el palau reial que glorifica la resistència balinesa durant el puputan.

### Tabanan
Les forces holandeses van anar aquest cop al regne de Tabanan, on el rei Gusti Ngurah Agung i el seu fill havien fugit. Aquests es van rendir als holandesos i van intentar negociar un acord per convertir-se en regència dels Països Baixos.
Els holandesos només els van oferir l'exili a Madura o Lombok, i van preferir suïcidar-se per puputan a la presó dos dies després. El seu palau va ser saquejat i arrasat pels holandesos.

## Puputan de Klungkung (1908)
Un altre puputan va tenir lloc el 18 d'abril de 1908 al Palau de Klungkung.
Una revolta balinesa contra un intent neerlandès d'imposar un monopoli de l'opi al seu favor va desencadenar una intervenció holandesa. El Raja de Karangasem s'havia oposat al monopoli, provocant disturbis per part de balinesos a la capital de Klungkung. Els disturbis també van produir-se a Gelgel, quan els balinesos van matar un traficant d'opi javanés. Els holandesos van enviar tropes per sufocar els disturbis. A Gelgel, van matar a 100 balinesos, obligant als Raja a fugir a Klungkung, ciutat que llavors van bombardejar.
En una confrontació final el 18 d'abril de 1908, Dewa Agung Jambe, el Raja de Klungung, acompanyat per 200 seguidors, va fer una sortida desesperada del seu palau, vestit de blanc i armat amb un llegendari kris que suposadament causaria estralls a l'enemic, segons deia una profecia. El kris no va complir amb el resultat desitjat, i el Raja va ser ferit per una bala holandesa. Immediatament, les sis esposes del rei van recórrer al puputan, suïcidant-se amb els seus propis kris, a les quals van seguir els altres balinesos de la processó.

## Puputan de Marga (1946)

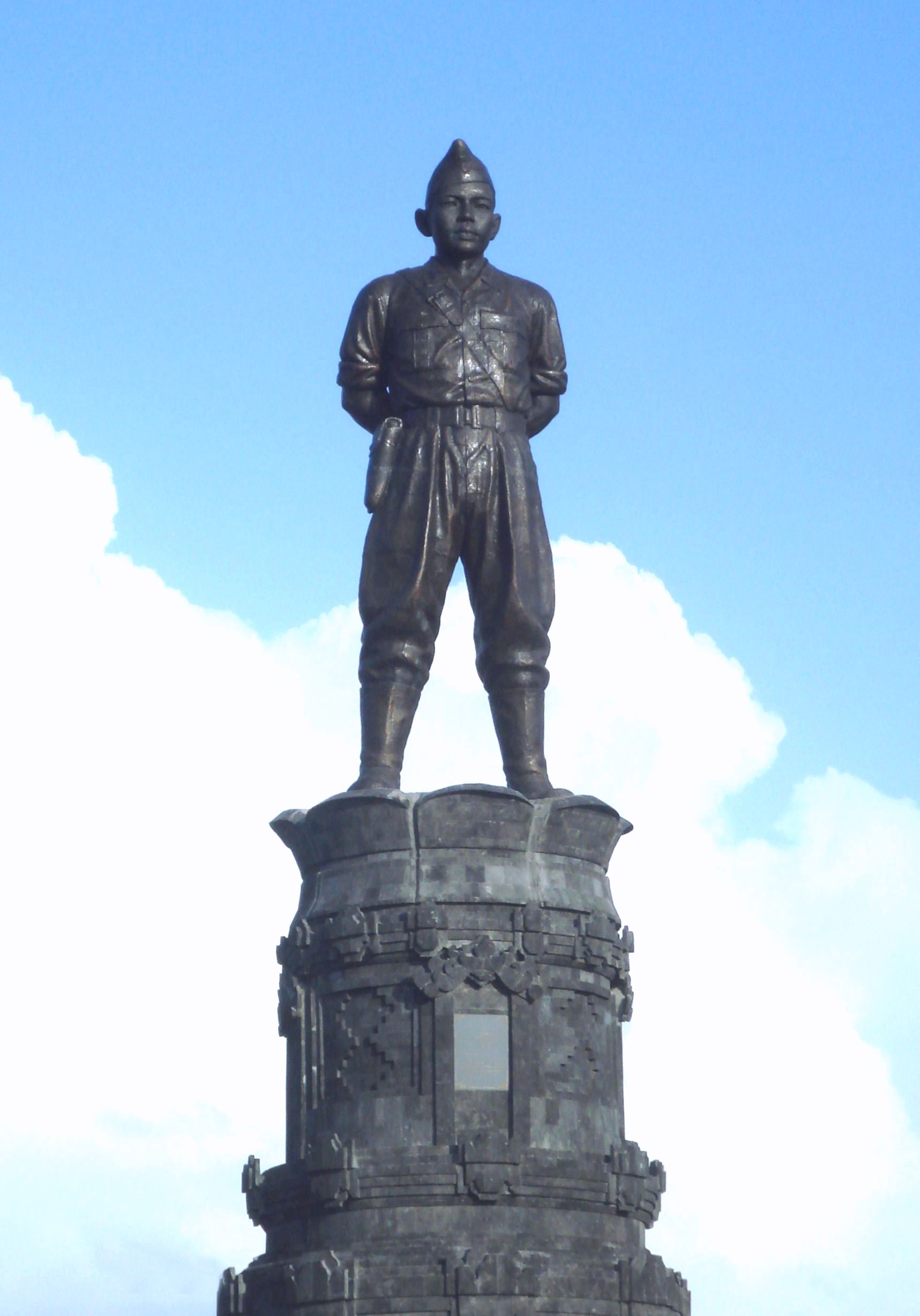
Un guerrer per la independència, I Gusti Ngurah Rai va organitzar un últim puputan contra l'Exèrcit holandès a la Batalla de Marga l'any 1946, en què 98 soldats van morir amb ell.

Durant la guerra de la independència, I Gusti Ngurah Rai va organitzar un últim puputan contra l'exèrcit neerlandès a la batalla de Marga el 1946, on van morir uns noranta-vuit soldats amb ell.